# Sous-région de Salo
La sous-région de Salo (finnois : Salon seutukunta) est une sous-région de la Finlande-Propre. 
Au niveau 1 (LAU 1 ) des unités administratives locales définies par l'union européenne elle porte le numéro 022.

## Municipalités
La sous-région de Salo regroupe les municipalités suivantes :
| Blason          | Municipalité   |
| --------------- | -------------- |
| Salon vaakuna   | Salo (ville)   |
| Someron vaakuna | Somero (ville) |

## Population
Depuis 1980, l'évolution démographique de la sous-région de Salo, au périmètre du 1er janvier 2017, est la suivante:
| Année      | 1980   | 1985   | 1990   | 1995   | 2000   | 2005   | 2010   |
| ---------- | ------ | ------ | ------ | ------ | ------ | ------ | ------ |
| population | 57 927 | 58 520 | 59 836 | 60 816 | 62 393 | 63 278 | 64 565 |

## Politique
Les résultats de l'élection présidentielle finlandaise de 2018: